# Katakombe der Heiligen Marcellinus und Petrus

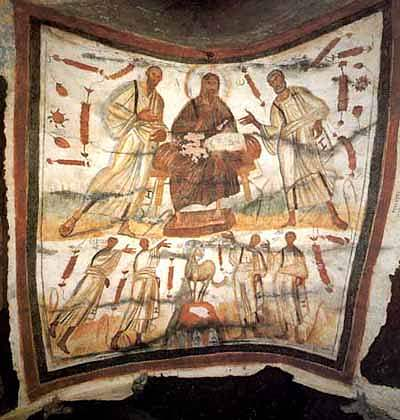
Fresko in der Katakombe der hll. Marcellinus und Petrus an der Via Labicana. Christus zwischen den Aposteln Petrus und Paulus. Darunter die Märtyrer Marcellinus, Petrus, Gorgoninus und Tiburtius, dazwischen das Lamm auf dem Paradiesberg.

Die Katakombe der Heiligen Marcellinus und Petrus ist ein unterirdisches Bestattungsareal in Rom, das in wesentlichen Teilen von der zweiten Hälfte des 4. bis ins 6. Jahrhundert entstanden ist. Die Katakombe ist nach den Märtyrern Petrus und Marcellinus benannt, die während der Diokletianischen Christenverfolgung starben. Die Katakombe weist etwa 17 km lange Gänge mit einer Fläche von 18.000 m² bei einer maximalen Tiefe von 16 m auf.

## Lage und Geschichte
Die Katakombe liegt an der Via Casilina, am dritten Meilenstein der antiken Via Labicana, im römischen Stadtteil Prenestino-Labicano. Nach den Schriftquellen ist sie vermutlich aus mehreren Teilen zusammengewachsen. In einem zunächst namenlosen Teil war der Märtyrer Gorgonius bestattet. Ein anderer Bereich mit der Bezeichnung ad comitatum ist nach einem dort gelegenen ehemaligen Begräbnisplatz der Equites singulares benannt. Nach Auflösung der Einheit konnte der römische Kaiser Konstantin an dieser Stelle eine Basilika und das Mausoleum seiner Mutter, der hl. Helena, errichten. Im Liber Pontificalis wird am Ende des 5. Jahrhunderts die Bezeichnung „inter duos lauros“ überliefert. Die Reliquien von Marcellinus und Petrus wurden 827 unter Einhard entnommen und in die Basilika nach Steinbach bei Michelstadt überführt. Nach kurzer Zeit verbrachte er sie ins heutige Seligenstadt.

## Archäologie
Aus der Katakombe sind zahlreiche Inschriften bekannt. Ein Papst Damasus I. zugeschriebenes Epigramm der Heiligen ist in einer Abschrift des 6. Jahrhunderts überliefert. Ein zu einer Gruppe von vier Märtyrern (Quatuor coronati) gehörender Clemens ist auch in einem Graffito erwähnt. Die in die Seitenwände der Katakombe eingehauenen Loculusgräber waren mit Platten verschlossen, die manchmal Grabinschriften tragen. Auch die Malereien tragen gelegentlich ergänzende Beischriften. In ausgemalten Arkosolgräbern finden sich zahlreiche Darstellungen aus dem Alten und Neuen Testament, aber auch Mahldarstellungen. Die Katakombe ist im Rahmen einer Führung öffentlich zugänglich.

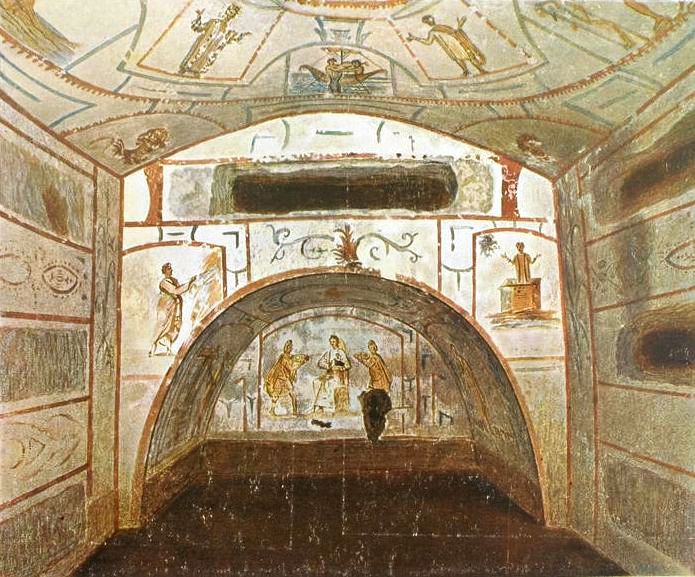
Arkosolgrab aus der Katakombe
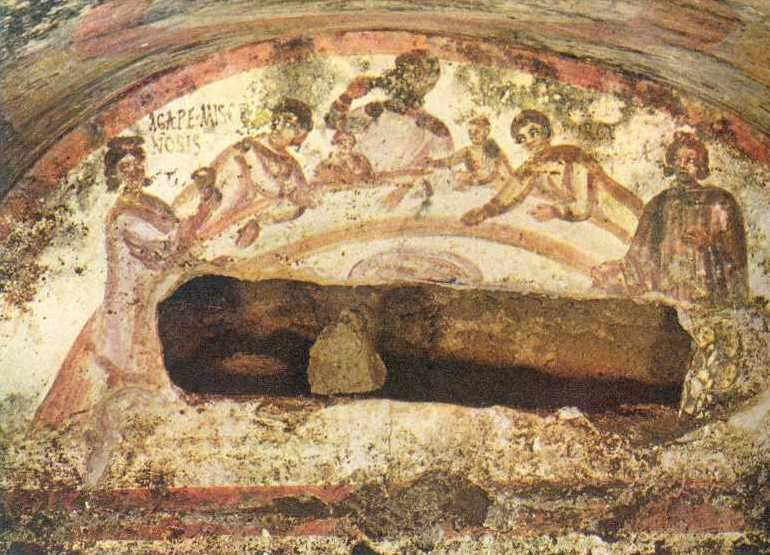
Agapemahl
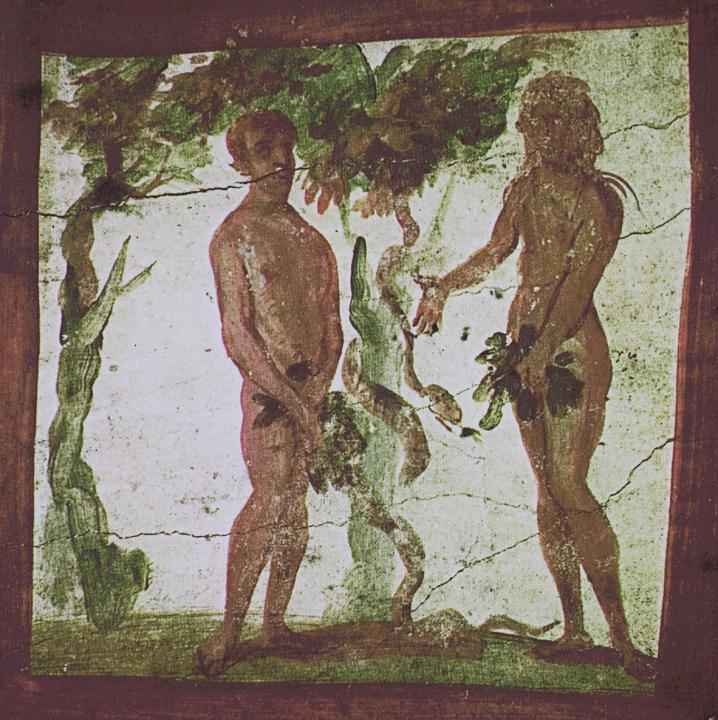
Adam und Eva nach dem Sündenfall
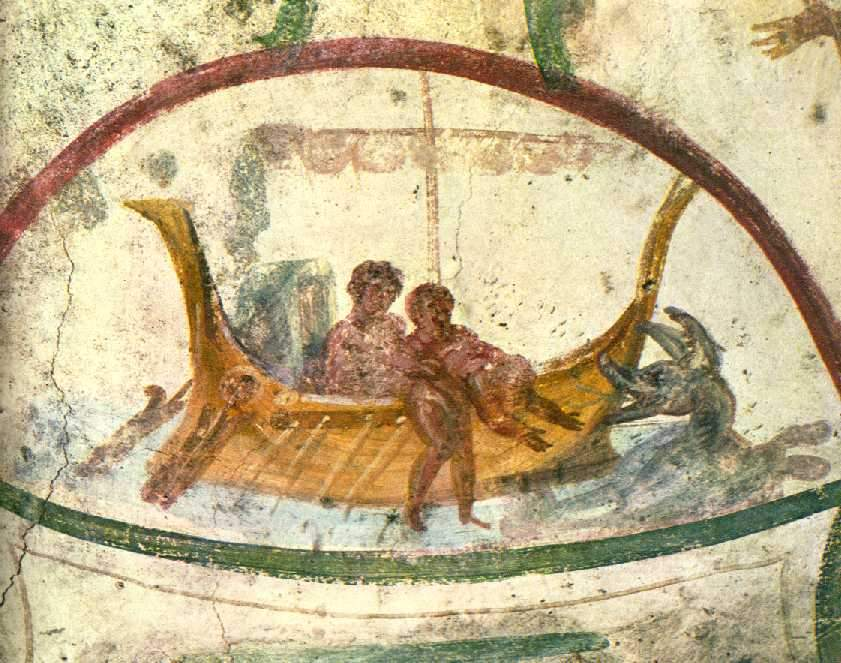
Jona wird ins Meer geworfen
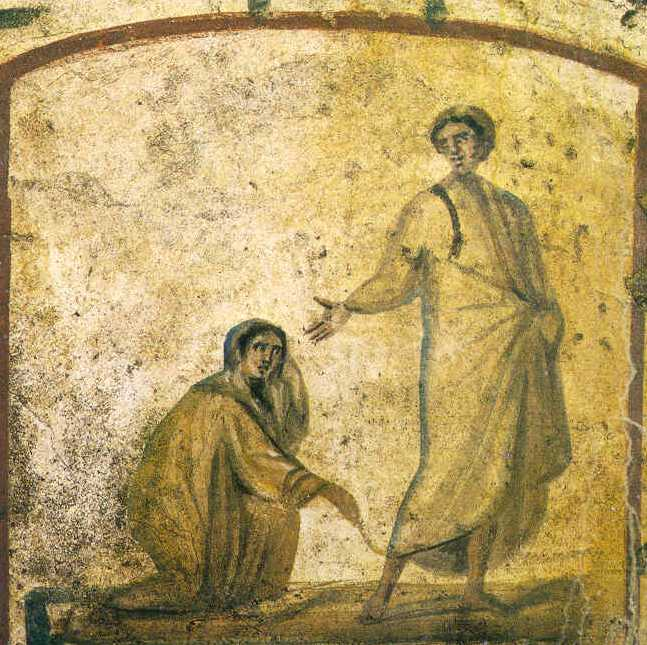
Die Heilung der blutflüssigen Frau
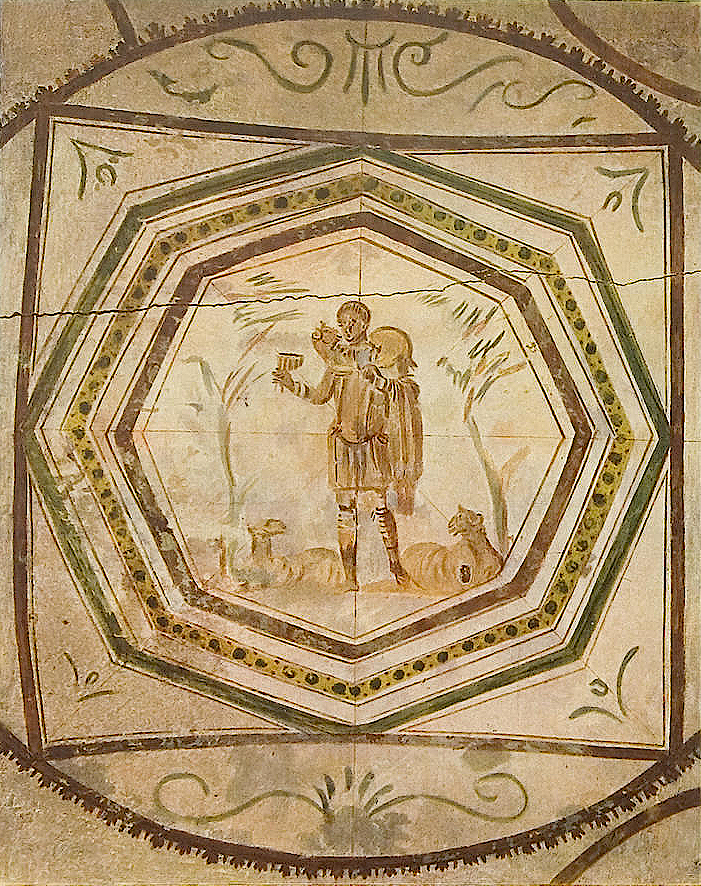
Der gute Hirte
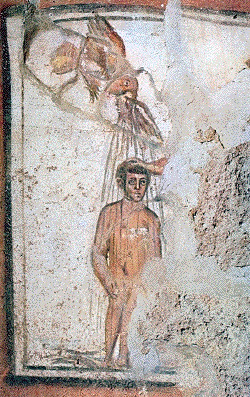
Taufszene
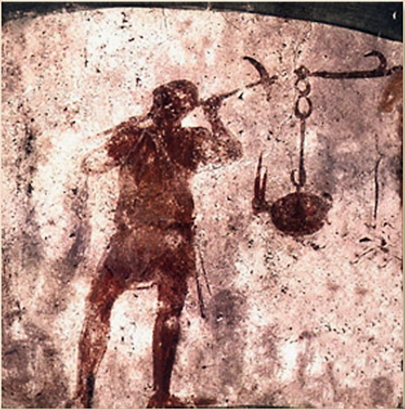
Arbeiter in den Katakomben